# José Mendes Bota
José Mendes Bota (ur. 4 sierpnia 1955 w Loulé) – portugalski polityk i samorządowiec, wieloletni parlamentarzysta krajowy i europejski, autor publikacji poświęconych polityce i samorządności.

## Życiorys
Ukończył studia licencjackie z dziedziny ekonomii, następnie kształcił się w dziedzinie prawa w Portugalskim Uniwersytecie Katolickim (UCP). Pracował m.in. jako przedsiębiorca. W latach 1982–1985 sprawował funkcję burmistrza miasta Loulé w Algarve. Od 1986 do 1989 i od 1994 do 1997 pełnił obowiązki przewodniczącego rady miejskiej Loulé.
W 1983 został po raz pierwszy wybrany na posła do Zgromadzenia Republiki z ramienia Partii Socjaldemokratycznej (PSD). Reelekcję uzyskiwał w latach 1985, 1987, 1991 i 1995 (we wszystkich przypadkach, poza okresem 1991–1995, reprezentował okręg Faro). W latach 1989–1994 i 1998–1999 sprawował mandat posła do Parlamentu Europejskiego III i IV kadencji. Zasiadał również w Zgromadzeniu Parlamentarnym Rady Europy (w latach 1988–1989 i od 2005). W 2005 powrócił do parlamentu krajowego, obejmując mandat posła z okręgu Faro (reelekcję uzyskiwał w 2009 i w 2011). Był m.in. przewodniczącym parlamentarnej grupy przyjaźni portugalsko-polskiej.
Pełnił funkcję przewodniczącego Okręgowej Komisji Politycznej PSD w Algarve. W 2007 założył i został prezesem zarządu Ruchu Społecznego "Regiões, Sim!". Jest autorem publikacji z dziedziny polityki i samorządności, m.in.: Poder Local (pl. Władza lokalna; 1986), Por um Portugal mais justo e solidário (pl. O Portugalię bardziej sprawiedliwą i solidarną, 1992), Uma Voz do Sul na Europa (pl. Głos Południa w Europie, 1994), Algarve amargo e doce (pl. Algarve gorzkie i słodkie, 2005), Regionalizar e descentralizar Portugal (pl. Zregionalizować i zdecentralizować Portugalię, 2006).